# Riccardo Sbertoli
Riccardo Sbertoli (Milano, 23 maggio 1998) è un pallavolista italiano, palleggiatore della Trentino.

## Carriera

### Club
La carriera di Riccardo Sbertoli inizia nel 2011 nelle giovanili del Segrate: nella stagione 2012-13 passa in prima squadra, disputando e vincendo la Serie B2, per approdare quindi, con lo stesso club, in Serie B1. Nella stagione 2015-16 viene ingaggiato dalla Powervolley Milano, in Superlega, dove rimane per sei annate e vince una Challenge Cup.
Nella stagione 2021-22 si accasa alla Trentino, sempre in Superlega, conquistando la Supercoppa italiana 2021, due scudetti e la Champions League 2023-24.

### Nazionale
Dopo aver fatto la trafila nelle diverse selezioni giovanili italiane, con le quali ottiene il bronzo al XIII Festival olimpico della gioventù europea e il premio come miglior palleggiatore al Campionato europeo under 20, nel 2016 ottiene le prime convocazioni nella nazionale maggiore, con cui si aggiudica la medaglia d'oro ai XVIII Giochi del Mediterraneo e al campionato europeo 2021, a cui segue la conquista di un altro oro al campionato mondiale 2022. Nel 2023 mette al collo la medaglia d'argento al campionato europeo e nel 2025 l'argento alla Volleyball Nations League.

## Palmarès

### Club
- Campionato italiano: 2

2022-23, 2024-25
- Supercoppa italiana: 1

2021
- CEV Champions League: 1

2023-24
- Challenge Cup: 1

2020-21

### Nazionale (competizioni minori)
- Festival olimpico della gioventù europea 2015
- Giochi del Mediterraneo 2018
- Memorial Hubert Wagner 2023

### Premi individuali
- 2016 - Campionato europeo under 20: Miglior palleggiatore